# Équipe cycliste Union Raiffeisen Radteam Tirol
L'équipe cycliste Union Raiffeisen Radteam Tirol est une équipe cycliste autrichienne, ayant le statut d'équipe continentale en 2011, 2021 et 2022.

## Classements UCI
L'équipe participe aux épreuves des circuits continentaux et principalement les courses du calendrier de l'UCI Europe Tour. Le tableau ci-dessous présente les classements de l'équipe sur ce circuits, ainsi que son meilleur coureur au classement individuel.
UCI Europe Tour
| UCI Europe Tour | UCI Europe Tour        | UCI Europe Tour                           | UCI Europe Tour |
| Année           | Classement par équipes | Meilleur coureur au classement individuel |                 |
| --------------- | ---------------------- | ----------------------------------------- | --------------- |
| 2022            | 99e                    | Fabian Costa (1052e)                      |                 |
|                 |                        |                                           |                 |
| Source : UCI    |                        |                                           |                 |

L'équipe est également classée au Classement mondial UCI qui prend en compte toutes les épreuves UCI et concerne toutes les équipes UCI.
| Classement mondial | Classement mondial     | Classement mondial                        | Classement mondial |
| Année              | Classement par équipes | Meilleur coureur au classement individuel |                    |
| ------------------ | ---------------------- | ----------------------------------------- | ------------------ |
| 2022               | 183e                   | Fabian Costa (1569e)                      |                    |
|                    |                        |                                           |                    |
| Source : UCI       |                        |                                           |                    |

## Union Raiffeisen Radteam Tirol en 2022
| Cycliste               | Date de naissance | Nationalité | Équipe 2021                    |  |
| ---------------------- | ----------------- | ----------- | ------------------------------ |  |
| Jake Burke             | 12 juin 1995      | Canada      | Union Raiffeisen Radteam Tirol |  |
| Fabian Costa           | 8 octobre 1994    | Autriche    | Union Raiffeisen Radteam Tirol |  |
| Simon Gall             | 6 octobre 2003    | Autriche    |                                |  |
| Philip Handl           | 26 novembre 1996  | Autriche    | Union Raiffeisen Radteam Tirol |  |
| Johannes Hirschbichler | 27 février 1993   | Autriche    | Union Raiffeisen Radteam Tirol |  |
| Armin Holzknecht       | 30 avril 1998     | Autriche    |                                |  |
| Jonas Hosp             | 2 mars 1997       | Autriche    |                                |  |
| Bernhard Lube          | 22 août 2002      | Autriche    | Union Raiffeisen Radteam Tirol |  |
| Sebastian Putz         | 26 août 2003      | Autriche    |                                |  |
| Daniel Reiter          | 13 juillet 1991   | Autriche    | Union Raiffeisen Radteam Tirol |  |
| Jakob Reiter           | 12 mai 2000       | Autriche    | Union Raiffeisen Radteam Tirol |  |
| Gregor Stadlbauer      | 20 janvier 2001   | Autriche    | Union Raiffeisen Radteam Tirol |  |
| Florian Vesely         | 4 octobre 2002    | Autriche    | Union Raiffeisen Radteam Tirol |  |
| Philipp Wurm           | 12 avril 1998     | Autriche    |                                |  |